# Carteira Nacional de Habilitação
A Carteira Nacional de Habilitação (CNH), também conhecida como carteira de motorista, carta de motorista ou carteira de habilitação, é o documento oficial que, no Brasil, atesta a aptidão de um cidadão para conduzir veículos automotores terrestres. Portanto, seu porte é obrigatório ao condutor de qualquer veículo desse tipo.
A CNH atual contém fotografia, os números dos principais documentos do condutor, entre outras informações (como a necessidade de uso de lentes corretivas, por exemplo), podendo ser utilizada como documento de identidade no Brasil. Em junho de 2022, um novo modelo de CNH foi introduzido, adotando novos dispositivos de segurança para evitar falsificações e fraudes, além de incluir código MRZ.

## Antiga CNH

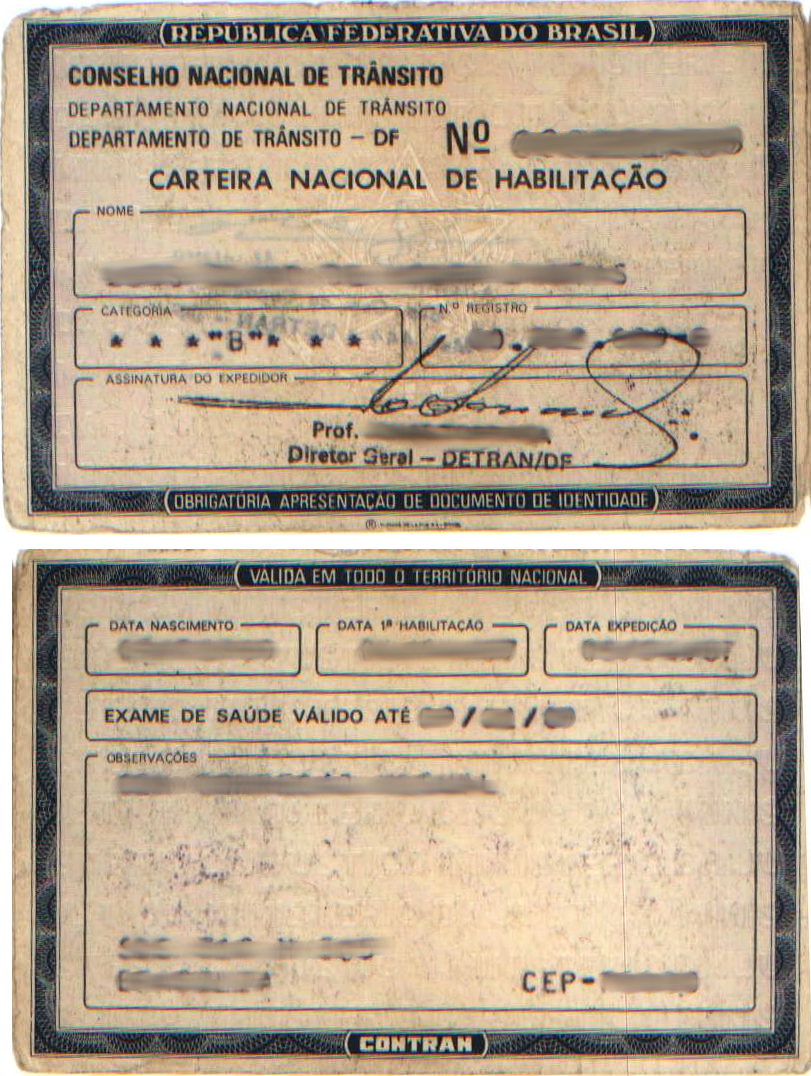
Modelo emitido entre janeiro de 1981 e setembro de 1994.

O Prontuário Geral Único (PGU) é o número de registro da CNH do modelo antigo emitido entre janeiro de 1981 e setembro de 1994. Esta continha menos informações e não incluía a fotografia do condutor. Diferente da CNH atual, a antiga CNH não tem valor como documento de identidade e é obrigatório apresentar a cédula de identidade conjuntamente ao documento para que este seja considerado válido. No dia 13 de maio de 2008, o Conselho Nacional de Trânsito (CONTRAN) publicou a resolução 276, que previa o recadastramento dos condutores que possuíam PGU com o objetivo de inclui-los no RENACH, possibilitando assim mais eficácia na identificação destes condutores. Os condutores que estavam com o PGU vencido até a data de 10 de agosto de 2008 teriam suas habilitações canceladas e necessitariam de um novo processo de habilitação, porém, devido a uma série de processos contra o Contran, este voltou atrás na decisão.

## Legislação
De acordo com o Código de Trânsito Brasileiro (CTB), compete a Secretaria Nacional de Trânsito (SENATRAN) expedir a Carteira Nacional de Habilitação. No entanto, compete aos órgãos executivos estaduais, o Departamento Estadual de Trânsito (DETRAN), aferir através de exames se o candidato está ou não habilitado a conduzir.

### Requisitos
O candidato à obtenção da CNH deve preencher os seguintes requisitos:
1. Ser penalmente imputável;
2. Saber ler e escrever;
3. Possuir carteira de identidade ou equivalente;
4. Possuir CPF.

## Categorias
A CNH auferida pelo SENATRAN é categorizada de acordo com o tipo de veículo que o condutor estará habilitado a conduzir. Os interessados em obter uma CNH devem se submeter a exames de aptidão que serão específicos para cada uma das categorias.

### Descrição das categorias
- Categoria ACC – autoriza a condução de veículos de duas ou três rodas (tipo ciclomotor), providos de um motor de combustão interna ou elétrico, cuja cilindrada não exceda a cinquenta centímetros cúbicos (3,05 polegadas cúbicas) ou 4 kW (4.000 W) e cuja velocidade máxima de fabricação não exceda a cinquenta quilômetros por hora.[2][9]

- Categoria A – habilita a condução de veículo motorizado de duas ou três rodas, com ou sem carro lateral (motos, motonetas, triciclos, etc.);
- Categoria B – habilita a condução de veículo motorizado, não abrangido à categoria A, cujo peso bruto total não exceda a três mil e quinhentos quilogramas e cuja lotação não exceda a oito lugares, excluído o do motorista (carros de passeio);[2][a][b]
- Categoria C – habilita a condução de veículo, abrangido pela categoria B, e de veículo motorizado utilizado no transporte de carga, cujo peso bruto total exceda a três mil e quinhentos quilogramas e utilizado para transporte de até 8 pessoas.[a] Para habilitar-se na categoria C, o condutor deve estar habilitado há, pelo menos, um ano na categoria B e não ter cometido nenhuma infração gravíssima nos últimos doze meses.[2]
- Categoria D – condutor de veículo, abrangido pelas categorias B e C, e de veículo motorizado utilizado no transporte de passageiros, cuja lotação exceda a oito lugares, excluído o do motorista (ônibus).[a] Para habilitar-se na categoria D, o condutor deve ter 21 anos completos e estar habilitado há, pelo menos, um ano na categoria C ou há dois anos na categoria B, não ter cometido nenhuma infração gravíssima nos últimos doze meses e ser aprovado em curso especializado e em curso de treinamento de prática veicular em situação de risco.[2]
- Categoria E – condutor de combinação de veículos em que a unidade tratora se enquadre nas categorias B, C ou D e cuja unidade acoplada, reboque, semirreboque ou articulada, tenha seis mil quilogramas ou mais de peso bruto total, ou cuja lotação exceda a oito lugares, ou, ainda, seja enquadrado na categoria trailer (exemplos: carretas e ônibus articulados). Para habilitar-se na categoria E, o condutor deve ter 21 anos completos, estar habilitado, no mínimo, há um ano nas categorias “C” ou “D” e não ter cometido nenhuma infração gravíssima nos últimos doze meses e ser aprovado em curso especializado e em curso de treinamento de prática veicular em situação de risco.[2]

## Faixa etária
A maioria das novas CNHs são expedidas para jovens entre 18 e 21 anos de idade. No entanto, em qualquer fase da vida o cidadão pode requerer seu documento de habilitação, ou seja, não existe limite máximo de idade, o que muda é a frequência da renovação:
- a cada 10 anos para condutores com idade inferior a 50 anos;
- a cada 5 anos, para condutores com idade igual ou superior a 50 anos e inferior a 70 anos; e
- a cada 3 anos, para condutores com idade igual ou superior a 70 anos;

## Suspensão da CNH
A suspensão do direito de dirigir, popularmente conhecida como suspensão da CNH, está prevista no artigo 256, inciso III do CTB. Sua aplicação se dá, por exemplo, quando o condutor atinge o número máximo de 40 pontos na CNH dentro de 12 meses por infrações diversas. Nessa situação, a carteira fica suspensa entre 6 e 12 meses. Os principais motivos que levam a suspensão são:
- Ultrapassar o limite de pontos permitido pela legislação de trânsito;
- Dirigir sob influência de álcool ou substâncias psicoativas;
- Recusar-se a realizar o teste do bafômetro;
- Ignorar as penalidades e multas impostas pelos órgãos de trânsito.

## CNH Digital

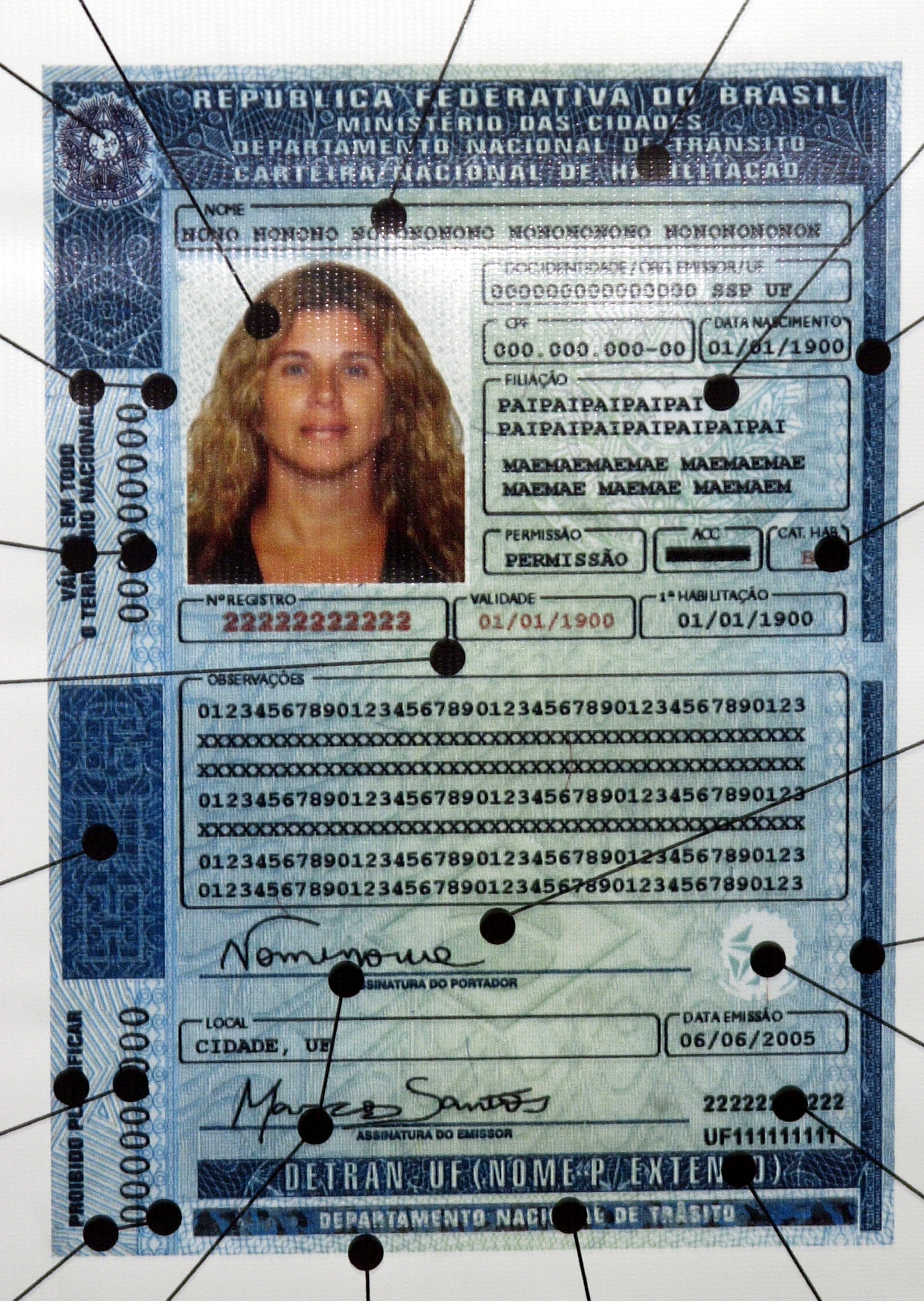
Modelo com foto emitido entre 2006 até 2016.

Em 2017, o Ministério das Cidades (MCID) em parceria com o Departamento Nacional de Trânsito – DENATRAN (atual SENATRAN) e SERPRO lançam a versão digital da CNH. Para o então Ministro Bruno Araújo, além de desburocratizar o processo, a CNH Digital iria oferecer uma maneira inovadora de identificação. A CNH Digital (CDT) é a versão digital da CNH com o mesmo valor jurídico da impressa. A intenção com esse formato é a facilitação no momento da validação eletrônica, recuperação do documento e maior durabilidade, proporcionando assim mobilidade, praticidade e comodidade, além de segurança. Os 26 estados e o Distrito Federal já estão habilitados para a emissão da CNH Digital.
De forma geral, a Carteira Digital de Trânsito é um aplicativo que armazena, no aparelho celular, a carteira de habilitação e o documento do veículo que esteja em seu nome, ou no nome de outro proprietário, desde que este compartilhe o documento do veículo através do app. A carteira digital possui a mesma validade dos documentos impressos. Para habilitar a CNH Digital é necessário que o condutor tenha a CNH impressa com o código QR (emitidas a partir de 2017).

## Fornecimento de dados para a ABIN
Em junho de 2020, o The Intercept Brasil revelou que a Agência Brasileira de Inteligência (ABIN) solicitou ao SERPRO acesso total ao banco de dados de carteiras de motoristas (CNHs), ou seja, o RENACH (Registro Nacional de Condutores Habilitados), o que correspondia a dados de 76 milhões de brasileiros (36% da população), com atualização mensal dos dados, considerando-se que são emitidas mais 1,5 milhão de CNHs todo mês. Os dados a que a ABIN queria acesso, sobre cada cidadão habilitado a dirigir, incluem: "nome, filiação, CPF, endereço, telefones, foto, e dados dos veículos (inclusive com nomes de proprietários anteriores, situação e procedência)". O fornecimento de dados estava previsto para iniciar-se em maio de 2020, duraria até maio de 2021, e custaria pouco mais de R$330.000. O SERPRO chegou a criar um código interno para a projeto: "11797 (Abin – Extração Denatran)". A ABIN confirmou a operação, dizendo que "A obtenção, a integração e o compartilhamento de bases de dados são essenciais para o funcionamento da atividade de inteligência".